# Kenneth Bednarek
Kenneth Bednarek (Tulsa, 14 oktober 1998) is een Amerikaans sprinter. Hij nam eenmaal deel aan de Olympische Zomerspelen.

## Biografie
In 2019 eindigde Bednarek op 4e plaats tijdens de 200 meter op de Amerikaanse kampioenschappen. Noah Lyles won echter de IAAF Diamond League waardoor Bednarek als vierde Amerikaanse atleet mocht aantreden op de WK. Hij kwam bij zijn eerste internationaal optreden echter niet verder dan een tijd van 21,50 s, waarmee hij in de reeksen al werd uitgeschakeld. 
In 2021 nam Bednarek deel aan de 200 meter tijdens de uitgestelde Olympische Zomerspelen 2020 in Tokio. In de finale was hij in een persoonlijk record van 19,68 seconden net iets trager dan de Canadees Andre De Grasse, waarmee hij dus de zilveren medaille naar huis mocht nemen. Later dat jaar was hij de snelste op de 200 meter op de Weltklasse Zürich-meeting, de finale van de Diamond League. Over het ganse jaar 2021 liep Bednarek 12 keer sneller dan 20 seconden.

## Persoonlijke records
Outdoor
| Onderdeel | Prestatie | Datum        | Plaats |
| --------- | --------- | ------------ | ------ |
| 100 m     | 9,87 s    | 23 juni 2024 | Eugene |
| 200 m     | 19,59 s   | 29 juni 2024 | Eugene |
| 400 m     | 44,73 s   | 18 mei 2019  | Hobbs  |

Indoor
| Onderdeel | Prestatie | Datum            | Plaats     |
| --------- | --------- | ---------------- | ---------- |
| 200 m     | 20,30 s   | 2 februari 2019  | Lincoln    |
| 400 m     | 46,65 s   | 16 februari 2019 | Storm Lake |

## Palmares

### 200 m
- 2019: 7e in de series WK - 21,50 s
- 2021:  OS - 19,68 s

Diamond League-podiumplaatsen
- 2021:  British Grand Prix - 20,33 s
- 2021:  Doha Diamond League - 19,88 s
- 2021:  Athletissima - 19,65 s
- 2021:  Weltklasse Zürich - 19,70 s
- 2021:  Prefontaine Classic - 19,80 s
- 2021:  Meeting de Paris - 19,79 s